# Roland Reuß
Roland Reuß (* 1958 in Karlsruhe) ist ein deutscher Literaturwissenschaftler und Editionsphilologe.

## Laufbahn
Nach dem Studium der Germanistik, Geschichte, Philosophie und Musikwissenschaft in Heidelberg wurde Reuß 1990 mit einer Arbeit über Friedrich Hölderlin bei Gerhard Buhr promoviert. Im Jahr 1994 war er einer der Mitbegründer des Instituts für Textkritik e. V. in Heidelberg. Nach seiner Habilitation 2003 zunächst Privatdozent, ist er seit 2007 außerplanmäßiger Professor für Neuere Deutsche Literaturwissenschaft an der Ruprecht-Karls-Universität Heidelberg und leitet dort den Masterstudiengang „Editionswissenschaft und Textkritik“. Gemeinsam mit Peter Staengle ist er Herausgeber der „Historisch-kritischen Franz-Kafka-Ausgabe“ und der „Brandenburger Kleist-Ausgabe“. Seit 2008 ist er Honorarprofessor für Editionswissenschaft an der Freien Universität Berlin. 2011 war Reuß als Visiting Researcher am Kafka Research Centre der University of Oxford. Neben Hölderlin und anderen Dichtern hat er sich auch mit Franz Kafka, Heinrich von Kleist und Paul Celan beschäftigt. Er ist Mitglied des PEN-Zentrums Deutschland. Vom Börsenverein des Deutschen Buchhandels wurde Reuß 2017 „in Anerkennung und Würdigung seines außergewöhnlichen Engagements für das Buch“ die Ehrungsplakette „Dem Förderer des Buches“ verliehen.

## Heidelberger Appell
Reuß ist Initiator des kontroversen Heidelberger Appells, der „für Publikationsfreiheit und die Wahrung des Urheberrechts“ eintritt. Dieser richtet sich primär gegen die Digitalisierung von urheberrechtsgeschützten Büchern (vor allem Google Books) und den Zwang zu offenen Publikationsformen (Open Access) durch Wissenschaftsorganisationen. In einer Reihe von Artikeln in der FAZ erweiterte Reuß seine Skepsis gegenüber Open Access in den Wissenschaften zu einer umfassenden Kritik an der Förderpolitik und Organisationsstruktur der DFG.

## Werke (Auswahl)

### Autor
- „…/ Die eigene Rede des andern“. Hölderlins ‚Andenken‘ und ‚Mnemosyne‘. Stroemfeld/Roter Stern, Basel/Frankfurt am Main 1990, ISBN 3-87877-377-3.
- Im Zeithof. Celan-Provokationen. Stroemfeld, Frankfurt am Main/Basel 2001, ISBN 3-87877-777-9.
- Wie zu edieren sei. Der Briefwechsel zwischen Jacob Grimm, Wilhelm Grimm, Achim v. Arnim und Friedrich Carl v. Savigny aus dem Jahre 1811 und das Problem der Edition: Einführung und Faksimile-Edition mit diplomatischer Umschrift. Hrsg. von Roland Reuß (= Text. Band 7). Stroemfeld/Roter Stern, Frankfurt am Main 2002, ISBN 3-87877-956-9.
- „Im Freien“? Kleist-Versuche. Stroemfeld, Frankfurt am Main 2010, ISBN 978-3-86600-072-8.
- Ende der Hypnose. Vom Netz und zum Buch. Stroemfeld, Frankfurt am Main/Basel 2012, ISBN 978-3-86600-141-1.
- Fors: Der Preis des Buches und sein Wert. Stroemfeld, Frankfurt am Main/Basel 2013, ISBN 978-3-86600-162-6.
- Die perfekte Lesemaschine. Zur Ergonomie des Buches. Wallstein, Göttingen 2014, ISBN 978-3-8353-1435-1.
- „Wo aber Gefahr ist, wächst / Das Rettende auch […]“: Philologie als Rettung. Stroemfeld, Frankfurt am Main/Basel 2016, ISBN 978-3-86600-263-0.

### Herausgeber
- mit  Peter Staengle: Hartmut Binder: Auf Kafkas Spuren. Gesammelte Studien zu Leben und Werk. Wallstein, Göttingen 2023, ISBN 978-3-8353-5421-0.
- Text & Schrift. Stroemfeld, Frankfurt am Main/Basel 2012, ISBN 978-3-86600-039-1.
- BKA – Brandenburger Kleist-Ausgabe. Kritische Edition sämtlicher Texte nach Wortlaut, Orthographie, Zeichensetzung aller erhaltenen Handschriften und Drucke. Hrsg. von Roland Reuß, Peter Staengle (1988–2010).
- Heinrich von Kleist: Sämtliche Werke und Briefe. 3 Bände (Münchner Ausgabe). Auf der Grundlage der Brandenburger Ausgabe hrsg. von Roland Reuß, Peter Staengle. Hanser, München 2010.
- FKA – Franz Kafka-Ausgabe. Historisch-kritische Ausgabe sämtlicher Handschriften, Drucke und Typoskripte. Hrsg. von Roland Reuß und Peter Staengle.
- TEXT.Kritische Beiträge – Zeitschrift des ITK zu editionswissenschaftlichen Themen. Hrsg. von Roland Reuß, Wolfram Groddeck, Walter Morgenthaler.
- Theodor Fontane: Der Stechlin. Kritische Ausgabe. Hrsg. von Peter Staengle in Zusammenarbeit mit Roland Reuß. Stroemfeld/Roter Stern, Frankfurt am Main 1998, ISBN 3-87877-921-6.
- William Faulkner: Mississippi. Reproduktion des Originaltyposkripts von Faulkners Schlüsseltext; erstmals übersetzt und mit begleitenden Materialien hrsg. von Roland Reuß, Peter Staengle. Stroemfeld, Frankfurt am Main/Basel 2000, ISBN 3-87877-739-6.
- Paul Renner: Kulturbolschewismus? Hrsg. und mit Anmerkungen versehen von Roland Reuß, Peter Staengle. Stroemfeld, Frankfurt am Main/Basel 2003.